# Acanthocephalus correalimai
Acanthocephalus correalimai är en hakmaskart som beskrevs av Machado 1970. Acanthocephalus correalimai ingår i släktet Acanthocephalus och familjen Echinorhynchidae. Inga underarter finns listade i Catalogue of Life.